# Wabash (řeka)
Wabash (anglicky Wabash River) je řeka ve státech Ohio, Indiana a Illinois v USA. Je 765 km dlouhá. Povodí má rozlohu 85 340 km².

## Průběh toku
Pramení nedaleko St. Henry v Mercer County v Ohiu. Protéká přes severní Indianu na západ, poté se stáčí k jihu a tvoří její hranici s Illinois. Ústí zprava do Ohia jako její největší severní přítok.

### Přítoky
Největší přítoky jsou Salamonie, Little, Mississinewa, Eel, Tippecanoe, White, Patoka, Vermilion, Embarras, Little Wabash, Wildcat.

## Vodní stav
Průměrný roční průtok vody činí 1001 m³/s.

## Využití
Na řece byla vybudována přehradní nádrž u Huntingtonu. Vodní doprava je možná od Covingtonu.

### Sídla
- Ohio – Fort Recovery
- Indiana – Andrews, Attica, Bluffton, Clinton, Covington, Delphi, Huntington, Lafayette, Lagro, Logansport, Markle, Merom, Montezuma, Newport, New Harmony, Perrysville, Peru, Terre Haute, Vincennes, Wabash, West Lafayette, Williamsport
- Illinois – Grayville, Hutsonville, Maunie, Mount Carmel, St. Francisville